# Кронцелево
Кронцелево или Кронцелово (грч. Κερασέαι, Керасее) је насељено место у општини Воден у периферији Средишња Македонија, Грчка. Према попису из 2021. године било је 458 становника.
Према бугарском географу и историчару, Василу Канчову, у Кронцелеву је 1900. године живело 300 Словена хришћана и 280 Словена муслимана. До 1879. године у Кронцелеву је живело словенско хришћанско становништво, када су османске власти населиле словенско муслиманско становништво из Босне, које је дошло након аустроугарске окупације Босна и Херцеговине. Године 1924. муслиманско становништво је принудно исељено у Турску а на њихово место су насељене грчке избегличке породице, укупно 115 особа. На попису из 1940. године Кронцелево је имало 579 становника, од чега 500 Словена и 79 Грка. За време Грчког грађанског рата грчко становништво напушта село, тако је Кронцелево опет било насељено само Словенима.

## Познате личности
- Ташко Георгиевски, македонски књижевник